# Јужни Хвангхе
Јужни Хвангхе (кореј. 황해남도, Хвангхенам-до) једна је од девет провинција Северне Кореје. Њен главни град је Хеџу.

## Подела
У провинцији Јужни Хвангхе се налази 1 град и 19 округа.

### Градови
- Хеџу

### Окрузи
- Анак
- Черјонг
- Чангјон
- Чонгдан
- Кангјонг
- Кваил
- Онгџин
- Печон
- Понгчон
- Пјоксонг
- Јонгјон
- Самчон
- Синчон
- Сивон
- Сонгхва
- Тетан
- Унјул
- Унчон
- Јонан